# Guéniza du Caire
Pour une définition générale de gueniza, voir l'article ainsi nommé.

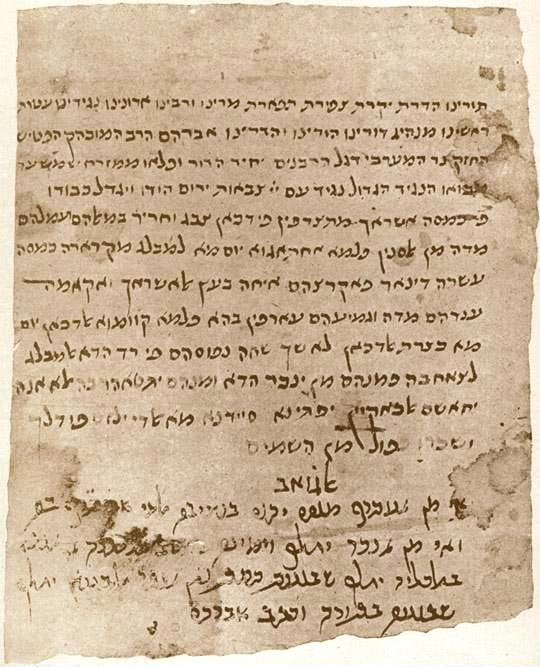
Une lettre autographe d'Avraham, le fils de Moïse Maïmonide, l'un des nombreux documents conservés dans la Gueniza

La Gueniza du Caire (hébreu : גניזת קהיר Guenizat kahir) est un dépôt d'environ 200 000 à 400 000 manuscrits juifs datant de 870 à 1880. Il s'agit de la guenizah (dépôt d'archives sacrées) de la synagogue Ben Ezra du quartier Fostat dans le vieux-Caire, en Égypte. Les historiens ont identifié plus de 7 000 documents dont la moitié ont été conservés dans leur intégralité. Leur importance dans l'enrichissement de l'historiographie est considérable.
Ces textes sont écrits en hébreu, en judéo-arabe (en alphabet hébraïque), en araméen ou en arabe sur des supports variés (vélin, papier, tissu ou papyrus). Ces manuscrits couvrent toute la période de l'histoire juive du Moyen-Orient, d'Afrique du Nord et d'Andalousie entre le Ve et le XIXe siècle de notre ère, et comprennent la collection de manuscrits médiévaux la plus vaste et la plus diversifiée au monde. Certains textes apportent de nombreuses informations sur Moïse Maïmonide. Les thèmes abordés sont très divers (vie quotidienne, échanges commerciaux, documents juridiques, traductions, commentaires et copies de la Torah, grammaires hébraïques, etc.).
L'étude de ces archives est entreprise à la fin du XIXe siècle par le professeur Solomon Schechter. En 1897, il achète une grande partie des documents et les apporte à Cambridge. Dans les années 1930, Jacob Mann édite et publie des documents de la guenizah. Mais c'est Shlomo Dov Goitein qui consacre sa vie à l'étude de ces archives. Au début du XXIe siècle, le classement et l'étude des documents de la guéniza du Caire se poursuivent.

## Découvertes

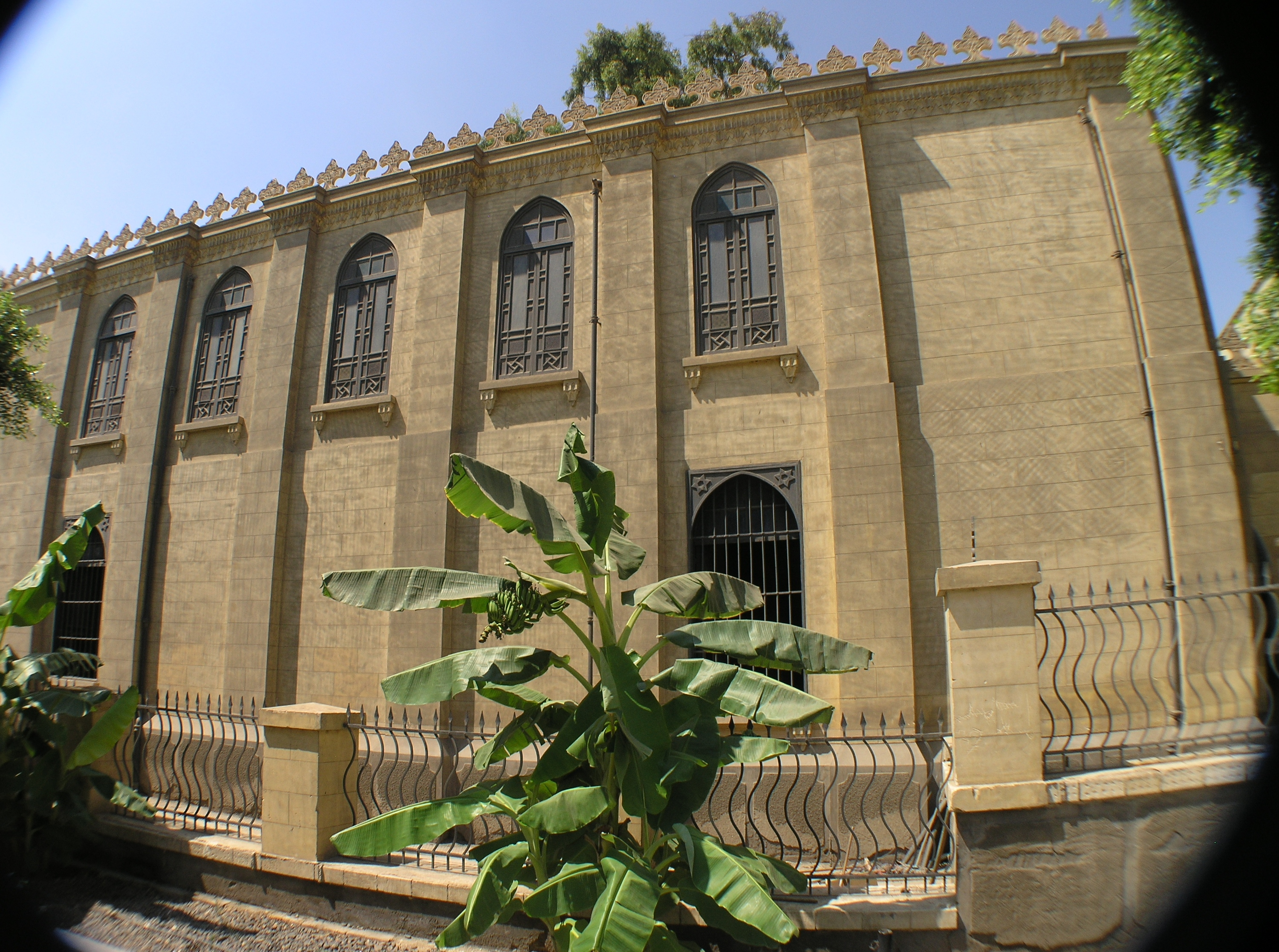
Synagogue Ben Ezra sise dans l'actuel quartier copte du Caire.

La guenizah du Caire est la pièce à archives de la synagogue Ben Ezra du vieux-Caire, fondée en 882, où quelque 200 000 à 400 000 manuscrits juifs se sont accumulés depuis le Xe siècle jusqu'au XIXe siècle,. En effet, conformément à la halakha (loi religieuse), aucun document, même d'usage profane, mais susceptible de comporter le nom de Dieu ne peut être jeté ni détruit en attendant d'être rituellement enterré. Avec le temps, la guenizah a accumulé toutes sortes de documents principalement rédigés en utilisant l'alphabet hébreu, considéré comme l'écriture littérale de Dieu, et ainsi, les textes ne pouvaient pas être détruits, même si nombre d'entre eux ne concernent que la vie quotidienne,.
Cette pièce était fermée de tous côtés, sans portes ni fenêtres : une sorte de grenier dont le seul accès nécessitait l'aide d'une échelle et un passage surbaissé accessible en rampant. C'est dans ce grenier que les manuscrits ont été découverts,. Le climat sec de l'Égypte a aidé à la conservation de ces documents.
Si la plupart des documents sont trouvés dans la guéniza de la synagogue Ben Ezra, des fragments supplémentaires sont également trouvés sur des sites de fouilles près de la synagogue et dans le cimetière de Basatin à l'est du vieux-Caire.

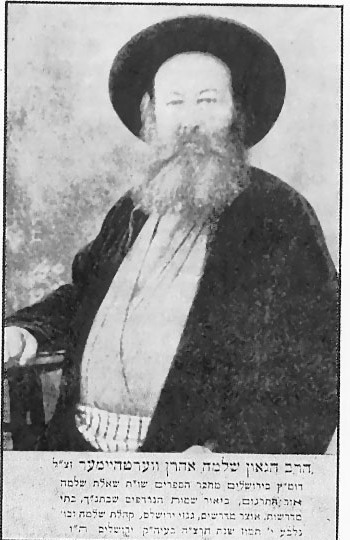
Solomon Aaron Wertheimer, pionnier de la Gueniza, 1920

Le premier Européen à remarquer la collection est apparemment Simon van Gelderen (un grand-oncle de Heinrich Heine), qui visite la synagogue Ben Ezra et fait un rapport sur la Guenizah du Caire en 1752 ou 1753,.
L'importance de la guenizah du Caire est reconnue pour la première fois par Jacob Halévy Saphir, un voyageur et chercheur juif (1822-1886), qui en donne une description publiée en Allemagne, après son voyage en Égypte en 1864. Il raconte avoir dû supplier les responsables de la synagogue pour avoir accès à sa guenizah.
En 1893, des documents de la guenizah en avaient déjà été extraits puisque malgré ses faibles moyens, le rabbin Salomon Aaron Wertheimer (en) de Jérusalem en a acheté plusieurs aux antiquaires pour touristes, et publie le premier volume de « séminaires » contenant des petits manuscrits du dépôt. Durant plusieurs années, il essaie de vendre à la British Library ces documents de la guenizah pour quelques cents de dollar, mais beaucoup sont refusés,. Véritable pionnier du dépôt du Caire, il semble que l'histoire ne lui rende pas justice ; ses descendants s'en plaignent encore.
Trois ans plus tard, en 1896, deux sœurs jumelles, savantes écossaises, Agnes Smith-Lewis et Margaret Dunlop-Gibson (connues sous le nom collectif de « Giblews »), visitent Le Caire et achètent dans un magasin d'antiquités plusieurs pages de manuscrit ancien écrites en lettres hébraïques, qu'elles montrent à Solomon Schechter (1847-1915), professeur de littérature rabbinique à Cambridge, qui se rend sans plus attendre au Caire le 13 mai 1896 et en rapporte plus d'un millier de pièces pour ce premier voyage,.
Le professeur Schechter, par ailleurs l'un des fondateurs du judaïsme Massorti dit "conservative", décrit dans un article publié dans le Times de Londres en 1897, à quel point les nuages de poussières soulevés dans l'obscurité de cette guenizah ont failli l'asphyxier. Il obtient ensuite une aide spéciale pour les études judaïques du chercheur Charles Taylor (en) (1840-1908). Il demande l'aide d'autres personnalités juives ou chrétiennes et de diplomates. Schechter est recommandé, entre autres, par le grand-rabbin d'Angleterre au grand rabbin du Caire afin d'obtenir la coopération des dirigeants communautaires et de ceux de la synagogue Ibn Ezra en Égypte.
C'est donc surtout le travail — dans des conditions pénibles — de Solomon Schechter dans la dernière décennie du XIXe siècle qui a attiré l'attention des érudits et du public sur les trésors que la guenizah contenait.

### Découvertes récentes
En 2006, un lot de documents de la gueniza du Caire, oubliés depuis plus d'un siècle, est découvert à l'université de Genève.
En 2023, le centre de recherches de l'université de Cambridge (Cambridge University’s Genizah Research Unit) découvre un fragment manuscrit sur lequel figure une sorte de glossaire, comprenant des mots en hébreu, en arabe, et en un dialecte roman parlé dans le nord de l'Espagne. Ce document est attribué au rabbin médiéval Maimonide.

## Chronologie des premières études
Les premières études des documents de la gueniza sont effectuées par les premiers découvreurs : le chercheur Jacob Saphir en 1864 puis le rabbin Wertheimer en 1893, suivi par le professeur Schechter en 1897.
Dans les années 1930, Jacob Mann édita et publia des documents de la Gueniza. Mais c'est Shlomo Dov Goitein (1900-1985) qui consacra sa vie à l'étude de ces archives. Il en a tiré un tableau du quotidien des communautés juives et des liens entre elles. Il a publié son travail à partir de 1967 sous le titre : A Mediterranean Society. The Jewish Communities of the Arab World as Portrayed in the Documentation of the Cairo Geniza, en six volumes dont les deux derniers ont vu le jour après sa mort.

## Contenu

### Nature des manuscrits

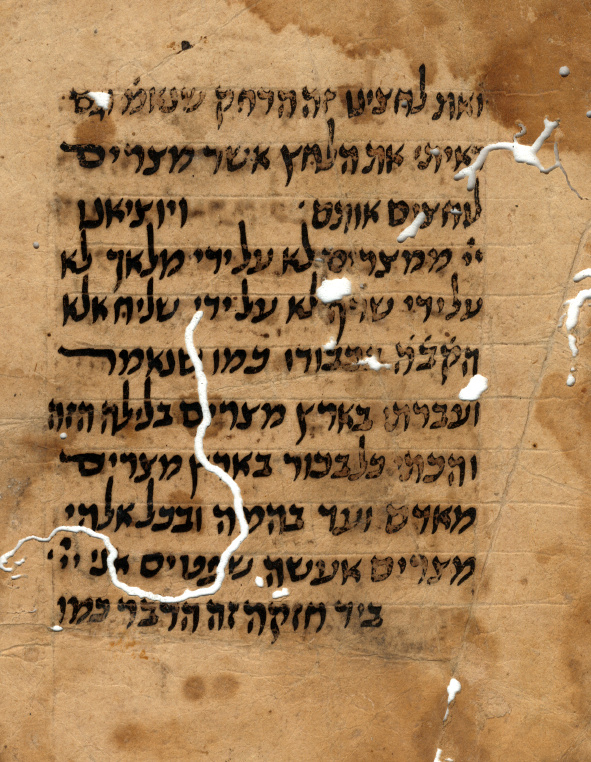
Fragment d'une Haggadah trouvé dans la Gueniza

Les thèmes abordés sont très divers : vie quotidienne, échanges commerciaux, litiges juridiques, traductions, commentaires et copies de textes saints tels que des ouvrages bibliques, talmudiques et rabbiniques (certains des mains originales des auteurs), grammaires hébraïques, etc.,.
« Les plus nombreux sont des documents juridiques (dépositions, rapports de tribunaux, contrats de mariage, déclarations de divorce, testaments...). Viennent ensuite la correspondance (lettres commerciales, d'affaires, échanges épistolaires privés...) et les documents administratifs (inventaires, rapports, requêtes diverses) »,.
« Grâce à eux, il est possible de se faire une idée de la vie quotidienne dans le monde méditerranéen judéo-arabe, en particulier du Xe au XIIIe siècle, avec une qualité de détails que même les sources islamiques ne donnent pas ».
S'y trouvent aussi des documents religieux, des fragments de la traduction de la Bible en grec par Aquila de Sinope, du Talmud, de ses commentaires, du Coran, des poèmes liturgiques, de la mystique juive...
À cela, s'ajoutent des grammaires hébraïques, des poèmes, dont le Megillah Zutta d'Abraham bar Hillel…
Figure également le plus ancien manuscrit connu des Mille et Une Nuits, conservé à Chicago.

### Langues
Les textes sont écrits en hébreu, en judéo-arabe, en araméen ou en arabe. Ainsi, bon nombre de ces documents ont été écrits en langue arabe mais en utilisant l'alphabet hébraïque : c'est ce que l'on appelle le judéo-arabe. 
« Certains documents de la Guenizah sont rédigés en hébreu, d'autres sont écrits en arabe, mais transcrits en lettres hébraïques (judéo-arabe), ou directement écrits et transcrits en arabe ».
Comme les Juifs considèrent l'hébreu comme la langue sainte et l'écriture hébraïque comme celle de Dieu lui-même, une langue et une écriture saintes, il n'est pas possible de détruire les textes, même longtemps après qu'ils ne servent plus à rien. Devenus inopérants, ces documents sont placés dans la guénizah.

### Période et provenance

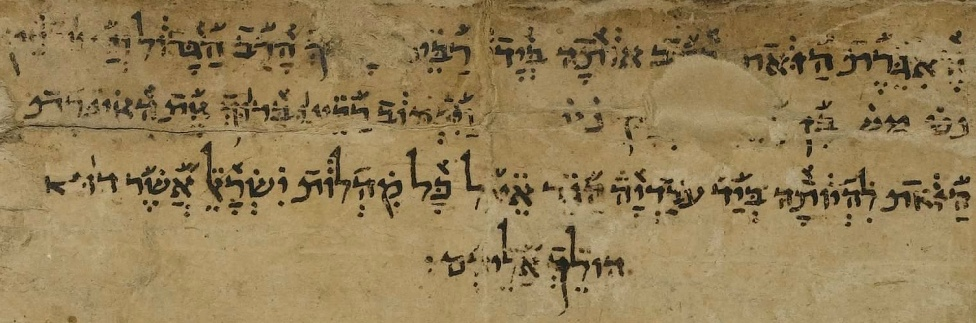
Lettre de Baruch ben Isaac d'Alep par Ovadia le Prosélyte, XIIe s. (Bodleian Library, Oxford)

« L'essentiel des documents préservés à la Gueniza y a été déposé aux époques fatimide et ayyubide (969-1250). Son « approvisionnement » régulier a pu être établi à partir de l'année 1002 et jusqu'à la fin du XIIIe siècle, puis s'est affaibli durant la période mamelouke (XIVe et XVe siècles) où les Juifs ont migré vers le nord. Les quatre derniers siècles (XVIe et XIXe siècles), sont bien moins représentés que l'époque médiévale ».
La provenance géographique des manuscrits est diverse. Les Juifs d'Égypte n'étaient pas les seuls à déposer là leurs textes. Les Juifs d'Espagne, qui se sont réfugiés au Moyen-Orient en 1492, à la suite de leur expulsion  ont ajouté les leurs ; d'où un accroissement du nombre de documents vers 1500. Ce sont en particulier eux qui ont apporté au Caire plusieurs documents qui jettent un nouvel éclairage sur l'histoire des Khazars et de la Rus' de Kiev, à savoir la correspondance entre Hasdaï ben Shatprut, vizir juif du calife de Cordoue Abd al-Rahman III, et Joseph, souverain des Khazars, dite la Correspondance khazare ainsi que la Lettre Schechter (en) et la Lettre de Kiev (en). Les Juifs du Liban, de Syrie, du Yémen, du Maghreb (Tunisie, Maroc), de Sicile ont également contribué à enrichir ce dépôt de documents.

## Intérêt historique

### Histoire sociale et économique

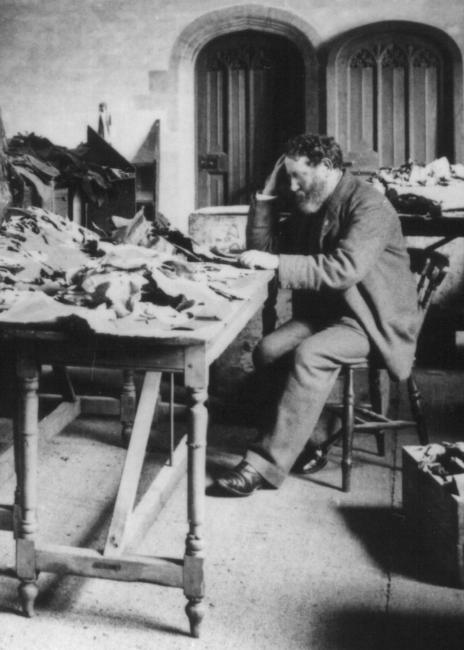
Solomon Schechter étudiant des documents de la Gueniza vers 1895

Les Juifs qui ont écrit les documents trouvés dans la gueniza connaissaient bien la culture et la langue de la société de leur temps ; ces documents ont une valeur inestimable pour établir comment on parlait et comprenait l'arabe à cette époque. Ils prouvent aussi que les Juifs qui les ont créés étaient pleinement intégrés dans la société de leur temps : ils pratiquaient les mêmes métiers que leurs voisins musulmans et chrétiens, y compris l'agriculture ; ils achetaient des propriétés à leurs contemporains, leur en vendaient ou leur en louaient.
On ne saurait exagérer l'importance d'un tel matériel quand il s'agit de reconstituer l'histoire sociale et économique pour la période située entre 950 et 1250. Un spécialiste du judaïsme, l'érudit Shelomo Dov Goitein, a consacré sa vie à créer pour cette période de temps un index qui rassemble environ 35 000 individus. On y trouve environ 350 « personnalités » parmi lesquelles Maimonide et son fils Avraham, et 200 « familles parmi les mieux connues » ; il y est fait mention de 450 professions et de 450 sortes de biens. Il a identifié des objets en provenance d'Égypte, de terre d'Israël en Palestine, du Liban, de Syrie (mais pas de Damas ni d'Alep), de Tunisie, de Sicile et même issus du commerce avec l'Inde. Les villes mentionnées vont, d'est en ouest, de Samarcande (Ouzbékistan actuel, en Asie centrale) à Séville (Espagne actuelle) et Sijilmassa (Maroc actuel) ; du nord au sud de Constantinople (aujourd'hui Istanbul, en Turquie) à Aden (Yémen actuel) ; l'Europe n'est pas seulement représentée par les ports méditerranéens de Narbonne, Marseille, Gênes et Venise, car même Kiev (Ukraine) et Rouen sont quelquefois mentionnés.
« Grâce à la guenizah du Caire, la vie des femmes, quasiment invisible dans la littérature élevée de l'époque, peut être vue avec une grande clarté. Les femmes étaient nombreuses à avoir des activités rémunérées et, dans de nombreux cas, elles pouvaient conserver leurs gains. L'industrie textile - broderie, filage, tissage, et teinture de la soie - était leur domaine principal, mais elles se livraient aussi à la médecine (non en tant que médecins régulièrement formés mais comme praticiennes d'une médecine populaire, sages-femmes et épilatrices) ; elles étaient astrologues, diseuses de bonne aventure, courtiers engagés dans la vente de produits fabriqués par d'autres femmes ».
Le matériel non-littéraire, qui comprend des documents judiciaires, des écrits juridiques et la correspondance de la communauté juive locale (par exemple, la Lettre des Anciens parmi les Karaïtes d'Ascalon), est impressionnant : Goitein a estimé qu'il y avait « environ 10 000 documents d'une certaine longueur, dont 7 000 sont des unités indépendantes assez importantes pour être considérées comme les documents de valeur historique. Seule une moitié d'entre eux a été conservée plus ou moins complètement. »
On ignorait presque tout du fonctionnement de l'esclavage chez les Arabes après la révolte des Zengs et la chute de Bagdad. Jusqu'à ce qu'on découvre dans la guenizah du Caire des milliers d'actes de vente d'esclaves, souvent du personnel de maison.

### Histoire de la pensée religieuse

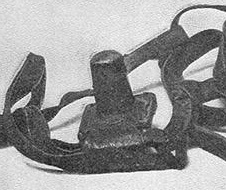
Tefiline trouvés dans la guenizah du Caire

Le matériel retrouvé comprend un grand nombre de livres, la plupart sous forme de fragments ; le nombre de leurs feuilles est estimé à 250 000, et elles comprennent des parties d'écrits religieux juifs et des fragments du Coran. Particulièrement intéressants pour les biblistes sont plusieurs manuscrits incomplets du Siracide en hébreu, que l'on ne connaissait qu'en grec jusqu'alors. D'un intérêt particulier également fut la découverte d'un fragment dit Écrit de Damas (ou Document sadocite), pour son lien avec le manuscrit de la mer Morte appelé Manuel de discipline (1QS) retrouvé à Qumrân, édité en 1910 par Schechter, ainsi qu'un texte hébreu des Ecclésiastes datant de 200 avant l'ère commune. Plusieurs fragments des Hexaples d'Origène furent découverts (Rois, Proverbes, Psaumes).
Les documents bibliques n'ont montré que de rares variantes, et sont surtout remarquables pour leur vocalisation : en effet, ils indiquent qu'au fil du temps les textes ont été de plus en plus vocalisés selon le système de Tibériade. Paul E. Kahle tira sa théorie des textes multiples principalement de la guenizah du Caire.
C'est également grâce aux manuscrits de la guenizah du Caire que le professeur Norman Golb, de l'Université de Chicago, a pu révéler l'importance de l'académie rabbinique (yeshivah) de Rouen, l'une des plus prestigieuses d'Europe, où enseignaient des maîtres aussi réputés que Rashbam (petit-fils de Rashi de Troyes), Abraham Ibn Ezra, Menahem Vardimas, Sire Morel de Falaise, Eliezer de Touques ou Samson de Chinon.
« Il n'y a guère de domaine scientifique relatif à la Bible, au judaïsme, au Talmud, à la poésie, à la langue, à l'histoire, qui n'est pas aidé par les trésors cachés à Cambridge »,.

## Archivage

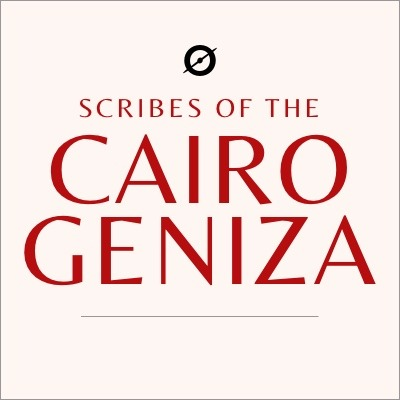
Logotype du projet Caire Geniza dans Zooniverse

En 1897, alors qu'une partie des manuscrits sont déjà dispersés dans diverses bibliothèques du monde (Saint-Pétersbourg, Paris, Londres, Oxford, New York), les 140 000 derniers fragments sont transférés par Schechter à l'université de Cambridge.
Ces documents ont maintenant été archivés dans plusieurs bibliothèques en Amérique et en Europe. Ceux qui avaient été transférés notamment à Berlin, Francfort et Varsovie ont été perdus au cours de la Seconde Guerre mondiale.
La collection Taylor-Schechter de l'Université de Cambridge au Royaume-Uni comprend 140 000 manuscrits (près de 350 000 pages), soit entre 60 % et 70 % du corpus, ; 40 000 autres se trouvent au Jewish Theological Seminary of America. La Bibliothèque de la John Rylands University à Manchester contient elle aussi une collection de plus de 11 000 fragments, en cours de numérisation pour être téléchargés vers une archive en ligne.
6 000 fragments sont archivés à la bibliothèque de l’Alliance Israélite Universelle à Paris.
D'autres documents sont répartis dans des collections privées et 75 bibliothèques dans le monde : notamment au Westminster College, à Oxford, à Birmingham ; à New York, à Cincinnati, à Philadelphie, à Toronto ; à Paris, à Strasbourg, à Vienne, à Genève ; à Leningrad et en Israël.
En 1999, le milliardaire juif canadien Dr Dov Friedberg entreprend un projet (Friedberg Genizah Project (en)) pour localiser toutes les parties du référentiel dispersées dans le monde, enquêter, identifier, photographier et interpréter les milliers de fragments et de documents d'entre eux afin de pouvoir les télécharger sur l'Internet. Plusieurs professeurs de l'université hébraïque de Jérusalem et de l'université Bar Ilan sont investis dans ce coûteux projet. Le site est mis en ligne en 2007 et la qualité de la photographie est telle que les documents sont parfois plus lisibles à l'écran que l'original.
Trois ans plus tard, la plupart des documents ont été photographiés des collections de Cambridge University Press, la collection Jacques Mosseri, la bibliothèque du British Museum, la bibliothèque de l'université de Haïfa, le Séminaire théologique juif de New-York, l'université de Tel Aviv, la bibliothèque nationale de Jérusalem, la bibliothèque des Sciences de Budapest (collection Geniza Kaufman), etc.
Les collections de manuscrits modernes de la guéniza du Caire comprennent certains documents anciens que des collectionneurs avaient achetés en Égypte dans la seconde moitié du XIXe siècle.